# Marco (Schleswig)
Marco oder Marke († 11. November um 1010?) war Bischof des Bistums Schleswig im 10. und 11. Jahrhundert.

## Leben

### Herkunft
Marco stammte aus Fallersleben bei Braunschweig. Er oder ein Verwandter war der Vorsteher Marco der St. Michaelskirche, der König Otto I. im Jahr 942 (ursprünglich datiert 966!) Schenkungen zukommen ließ. Nach 1005 wurde ein Bischof Marco als Onkel von Dodilo von Fallersleben bezeichnet. Da es zu dieser Zeit keinen anderen Bischof dieses Namens gab, muss er gemeint gewesen sein.

### Bischof von Schleswig
Ein Katalog der Bischöfe von Schleswig aus dem 11. Jahrhundert nannte Marco als vierten Bischof von Schleswig, Saxo Grammaticus aus dem 12. Jahrhundert bezeichnete ihn als direkten Nachfolger des ersten Bischofs Hored. Adam von Bremen führte ihn als siebenten und letzten Bischof auf, der von Erzbischof Adaldag von Hamburg († 988) für ein dänisches Bistum geweiht worden sei, allerdings ohne Nennung des Bistums.
Ob Marco tatsächlich sein Bischofsamt in Haithabu ausüben konnte, ist ungewiss.

### Bischof in Oldenburg vor 968/972?
Helmold von Bosau nannte im 12. Jahrhundert einen Marco als angeblich ersten Bischof von Oldenburg in Wagrien für die Zeit vor 972. Das Bistum habe sich bis an die Peene im Land der Obodriten erstreckt und Demmin mit einbezogen, außerdem auch Schleswig/Haithabu. Erst nach Marcos Tod sei ein selbstständiges Bistum Schleswig gebildet worden. Damit weicht Helmold von der älteren Überlieferung Adams von Bremen ab, der als ersten Bischof von Oldenburg erst Marcos angeblichen Nachfolger Egward nannte.
Helmold bezeichnete Marco als ersten Bischof von Oldenburg, um ein möglichst hohes Alter seines Bistums aufzuzeigen, noch vor Schleswig.
Die Schleswiger Bischofsliste nannte den 11. November als Todestag.